# Health and Happiness
Health and Happiness (H&H) International Holdings Limited, anciennement Biostime (Biostime International Holdings Ltd), est un groupe spécialisé dans le développement et la commercialisation de compléments alimentaires et nutritionnels, de probiotiques et de soins infantiles et maternels. Il est fondé en 1999. Biostime est le leader mondial des probiotiques de la petite enfance. 
Le groupe est créé en 1999 par Luo Fei, fondateur et Président Directeur Général. Il est coté à la Bourse de Hong Kong depuis 2010.

## Historique

### Nutrition-santé
Biostime a commencé ses activités au début des années 2000 par le développement et le lancement d’un complément alimentaire pour enfants, composé de prébiotiques et souches probiotiques.
Ce produit est alors développé en partenariat avec le groupe Lallemand et il est fabriqué en France - ce qui explique l’image « française » de la marque Biostime dès le début.
Biostime décide en 2006 de se diversifier dans la nutrition infantile en développant pendant 2 ans puis en lançant une gamme de laits infantiles fabriquée et conditionnée 100 % en France ou en Europe. 
Le groupe compte aujourd’hui en Chine 2 500 employés. 
Les produits Biostime sont distribués sur le territoire chinois principalement dans les magasins spécialisés pour bébés, les  « baby stores », et aussi les pharmacies et les grandes surfaces comme Walmart, Carrefour ou Auchan. 
Depuis l’acquisition et l’intégration de la marque Swisse, leader du complément alimentaire en Australie, l’activité lait infantile représente aujourd’hui 49 % du chiffre d’affaires. 
Les probiotiques représentent pour le groupe environ 10 % du chiffre d’affaires et poursuit une croissance soutenue à + 10 % par an[réf. nécessaire].
Enfin, le complément alimentaire atteint en 2015, grâce à l’intégration de l’activité de Swisse, 43 % environ du chiffre d’affaires.

### Partenariat avec la Coopérative d’Isigny Sainte-Mère
Client de la coopérative Isigny-Sainte-Mère depuis de nombreuses années, le groupe Biostime s'est engagé à porter ses achats de 8 000 à 18 000 tonnes par an (plus de 10 000 dès 2015) sur les 25 000 à 30 000 qu'il importe d'Europe. 
En juillet 2013, Biostime contribue au financement des capacités industrielles de la Coopérative d’Isigny Sainte-Mère et noue avec elle un partenariat stratégique et de long terme pour fournir qualitativement la Chine et aussi les marchés internationaux .

### Croissance à l’international
Le groupe Biostime rachète le leader Australien du complément alimentaire et de la nutrition de haute performance, Swisse, en septembre 2015.
Fin 2016, Biostime acquiert le spécialiste de la petite puériculture made in France Dodie, pour accélérer le développement de la marque Française à l'international et renforcer son offre infantile.
En janvier 2017, le groupe Biostime annonce l’introduction en France en réseau spécialisé du 1er lait infantile biologique de terroir – en l’occurrence le terroir d’Isigny Sainte-Mère.